# Sufetula carbonalis
Sufetula carbonalis is een vlinder uit de familie van de grasmotten (Crambidae), uit de onderfamilie van de Lathrotelinae. De wetenschappelijke naam van deze soort is voor het eerst gepubliceerd in 2013 door James Hayden.
De soort komt voor in Florida.